# S’je për mu
S'je për mu (svenska: du är inte för mig) är en popballad på albanska framförd av den kosovoalbanska sångerskan Flaka Krelani. Låten släpptes online den 4 december 2015 samt på Radio Tirana. Låten är skriven av Krelanis bror Qëndrim Krelani. Låten kommer även att medverka på Flaka Krelanis debutalbum.
Med låten kommer Flaka Krelani att ställa upp i Festivali i Këngës för femte gången. Hon har som bäst slutat på andra plats i Festivali i Këngës 46 år 2007. Låten är orkestrerad av den framgångsrike albanske kompositören Alfred Kaçinari.